# Кернос
Кернос — давньогрецька посудина з чашечками на віночку. Кернос був поширений у східній частині Середземномор'я. Імовірно, використовувався в ритуальних цілях. 